# Kanuslalom-Europameisterschaften 2007
Die Kanuslalom-Europameisterschaften 2007 fanden in Liptovský Mikuláš, Slowakei, unter der Leitung des Europäischen Kanuverbandes (ECA) statt. Es war die 8. Ausgabe des Wettbewerbs und sie fanden vom 11. bis zum 17. Juni 2007 statt. Wettkampfstrecke war der Ondrej Cibak Whitewater Slalom Course.

## Ergebnisse
Insgesamt wurden acht Wettbewerbe austragen.

### Männer

#### Canadier
| Wettbewerb | Gold                                                                                             | Gold   | Silber                                                                                               | Silber | Bronze                                                                                              | Bronze |
| ---------- | ------------------------------------------------------------------------------------------------ | ------ | --- | ------ | --------------------------------------------------------------------------------------------------- | ------ |
| C1         | Michal Martikán                                                                                  | 211,87 | Pierre Labarelle                                                                                     | 215,21 | Christos Tsakmakis                                                                                  | 216,08 |
| C1 Team    | SlowakeiMichal Martikán Juraj Minčík Matej Beňuš                                                 | 209,48 | DeutschlandStefan Pfannmöller Nico Bettge Jan Benzien                                                | 215,57 | FrankreichTony Estanguet Pierre Labarelle Nicolas Peschier                                          | 220,25 |
| C2         | SlowakeiLadislav Škantár/Peter Škantár                                                           | 221,48 | TschechienJaroslav Volf/Ondřej Štěpánek                                                              | 221,83 | SlowakeiPavol Hochschorner/Peter Hochschorner                                                       | 224,21 |
| C2 Team    | DeutschlandFelix Michel & Sebastian Piersig Kay Simon & Robby Simon David Schröder & Frank Henze | 243,67 | TschechienJaroslav Volf & Ondřej Štěpánek Marek Jiras & Tomáš Máder Jaroslav Pospíšil & David Mrůzek | 247,10 | PolenMarcin Pochwała & Paweł Sarna Dariusz Wrzosek & Jarosław Miczek Kamil Gondek & Andrzej Poparda | 252,31 |

#### Kajak
| Wettbewerb | Gold                                          | Gold   | Silber                                                     | Silber | Bronze                                                            | Bronze |
| ---------- | --------------------------------------------- | ------ | ---------------------------------------------------------- | ------ | ----------------------------------------------------------------- | ------ |
| K1         | Ján Šajbidor                                  | 202,77 | Peter Kauzer                                               | 203,06 | Campbell Walsh                                                    | 205,81 |
| K1 Team    | SlowenienPeter Kauzer Dejan Kralj Jure Meglič | 205,76 | DeutschlandErik Pfannmöller Alexander Grimm Fabian Dörfler | 208,63 | Vereinigtes KönigreichCampbell Walsh Richard Hounslow Huw Swetnam | 211,91 |

### Frauen

#### Kajak
| Wettbewerb | Gold                                                         | Gold   | Silber                                                  | Silber | Bronze                                                         | Bronze |
| ---------- | ------------------------------------------------------------ | ------ | ------------------------------------------------------- | ------ | -------------------------------------------------------------- | ------ |
| K1         | Violetta Oblinger-Peters                                     | 229,02 | Mandy Planert                                           | 230,44 | Štěpánka Hilgertová                                            | 231,99 |
| K1 Team    | DeutschlandJennifer Bongardt Mandy Planert Jasmin Schornberg | 235,70 | SlowakeiElena Kaliská Jana Dukátová Gabriela Stacherová | 241,02 | Vereinigtes KönigreichFiona Pennie Laura Blakeman Lizzie Neave | 248,39 |

## Medaillenspiegel
| Platz  | Land                   | Gold | Silber | Bronze | Gesamt |
| ------ | ---------------------- | ---- | ------ | ------ | ------ |
| 1      | Slowakei               | 4    | 1      | 1      | 6      |
| 2      | Deutschland            | 2    | 3      | 0      | 5      |
| 3      | Slowenien              | 1    | 1      | 0      | 2      |
| 4      | Österreich             | 1    | 0      | 0      | 1      |
| 5      | Tschechien             | 0    | 2      | 1      | 3      |
| 6      | Frankreich             | 0    | 1      | 1      | 2      |
| 7      | Vereinigtes Königreich | 0    | 0      | 3      | 3      |
| 8      | Griechenland           | 0    | 0      | 1      | 1      |
| 8      | Polen                  | 0    | 0      | 1      | 1      |
| Gesamt |                        | 8    | 8      | 8      | 24     |